# Cacops
Il cacope (gen. Cacops Williston, 1910) era un anfibio ora estinto appartenente all'ordine dei temnospondili, vissuto all'inizio del Permiano (circa 275 milioni di anni fa) in Nordamerica.

## Descrizione
Questo animale era lungo circa 50 centimetri e possedeva un corpo tarchiato sorretto da zampe robuste. Il corpo era percorso da una pesante corazza lungo tutto il dorso, formata da osteodermi. La coda era corta e il cranio era enorme, dotato di grandi orbite e di fauci notevoli. Altra caratteristica del cranio era data da una profonda incisura otica nella parte posteriore; questa incisura, al contrario di molti altri anfibi simili, era chiusa da una barra ossea. Recenti ritrovamenti descritti nel 2009 evidenziano come questa struttura fosse una prova evidente della presenza di una membrana timpanica, adatta a sentire i suoni aerei ad alta frequenza.

## Classificazione
Nel Permiano inferiore il clima iniziò a diventare sempre più secco, e molti anfibi si evolsero per trasformarsi in animali compiutamente terrestri. È il caso dei dissorofidi (Dissorophidae), a cui appartiene Cacops (il cui nome significa "aspetto brutto"). Di questo animale sono note due specie: Cacops aspidephorus del Texas e C. morrisi, dell'Oklahoma.

## Stile di vita
Probabilmente questo animale si nutriva di piccoli vertebrati o di insetti, che cacciava muovendosi attivamente sul terreno. Il cacope deve essere stato uno degli anfibi dell'epoca meno dipendenti dall'ambiente acquatico, e probabilmente nel suo habitat era uno dei massimi predatori.